# Arigis II de Bénévent
Arigis II de Bénévent (né vers 736 et mort en 787) est un duc en 758 puis un prince lombard de Bénévent en 774 jusqu'au 26 août 787.

## Biographie
L'origine de ce duc né vers 736 selon son épitaphe est incertaine. Il est tentant de le rattacher, du fait de son nom et de celui de ses enfants, à la vieille dynastie lombarde, et d'en faire un petit-fils et homonyme  d'Arigis, le troisième fils du duc Romuald.
Probablement vers 757-758, il épouse la princesse Adalberge, fille de Didier (Desiderius ou Daufer), roi des Lombards (757) et il devient duc de Bénévent. Il prend le titre de « prince de Bénévent » en 774 après la victoire de Charlemagne, roi des Francs, sur son ex-beau-père Didier, et la déposition de ce dernier qui entraîne la chute du royaume lombard. Il résiste aux attaques franques jusqu'en 787 quand, assiégé dans sa forteresse de Salerne, il doit capituler, se soumettre, et se reconnaître vassal du roi franc qui l'oblige à se couper la barbe, symbole lombard remontant à plusieurs siècles. Il doit également livrer en otage son second fils Grimoald.
Il serait mort de la peste la même année le 26 août 787 avec son fils aîné, après un règne de 29 ans et 5 mois selon le « Chronicon Salernitanum ». Il est inhumé dans la cathédrale de Salerne.
Arigis est à l'origine de la forteresse de Salerne (en ruines) appelé de nos jours « Château Arigis », et de l'abbaye Sainte-Sophie de Bénévent, de style byzantin de l'église Sainte-Sophie de Byzance. Datée des environs de 760, plusieurs fois remaniée et assez bien conservée, c'est l'une des rares traces de l'occupation lombarde.

## Enfants
De son mariage avec Adalberge, il laisse cinq enfants, selon le Chronicon Salernitanum :
- Romuald, né après 757 et mort de la peste en 788 ;
- Grimoald, né après 758, qui succédera plus tard à son père ;
- Gisulf ;
- Theoderada ;
- Alechise.

### Sources
- Venance Grumel Traité d'études byzantines I. La Chronologie, Presses universitaires de France, Paris 1956, « Princes Lombards: Bénévent» p. 419.
- René Poupardin Études sur l'histoire des principautés lombardes de l'Italie méridionale et de leurs rapports avec l'Empire franc. Paris : Champion, 1907. [Lire en ligne (Internet Archive)].